# Syngliocladium tetanopsis
Syngliocladium tetanopsis är en svampart som beskrevs av K.T. Hodge, Humber & Wozniak 1998. Syngliocladium tetanopsis ingår i släktet Syngliocladium och familjen Ophiocordycipitaceae.   Inga underarter finns listade i Catalogue of Life.